# Skällande fågelhund

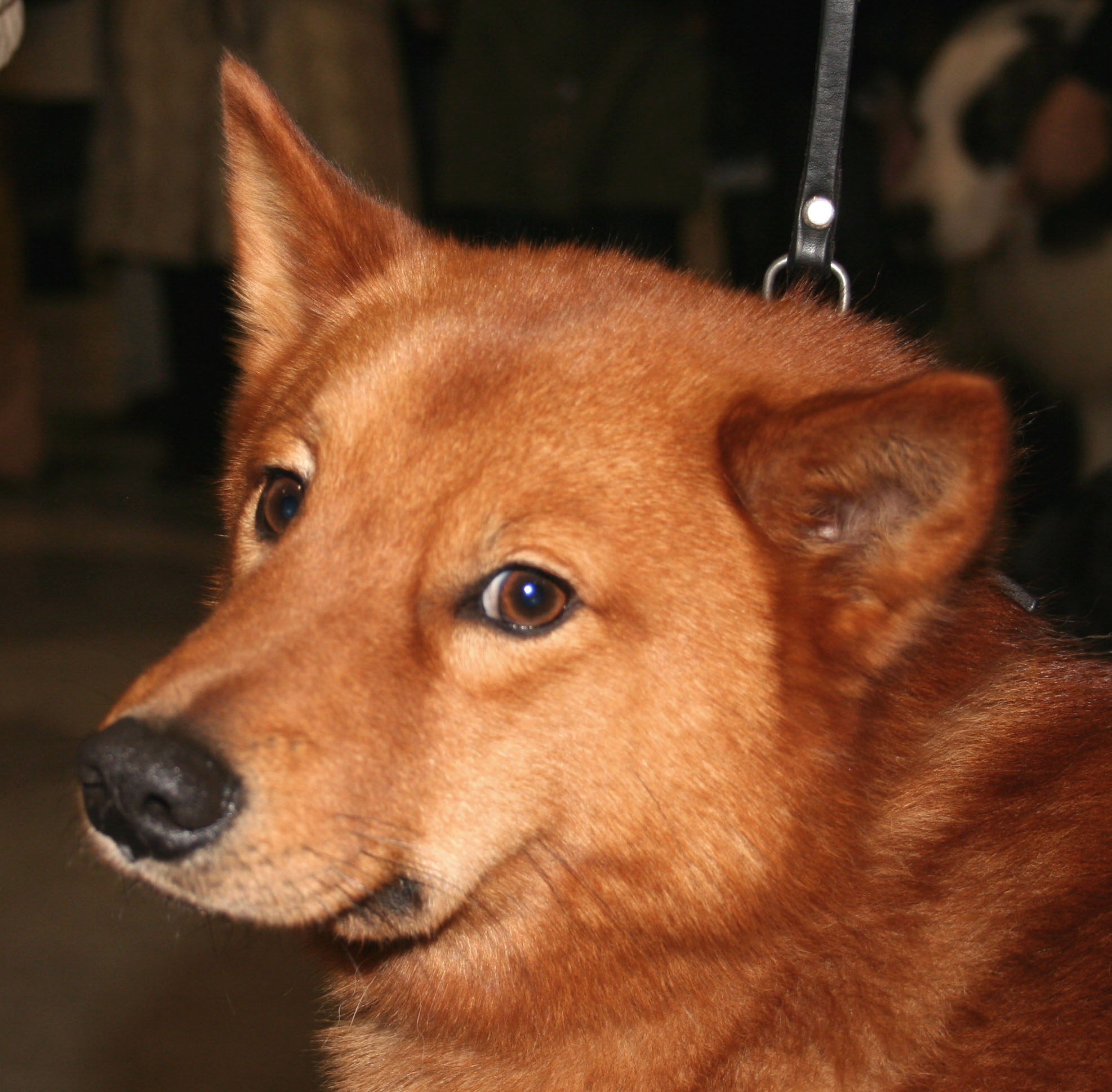
Finsk spets.

Skällande fågelhundar (trädskällare) är ett par raser av nordiska jaktspetsar. I första hand rör det sig om norrbottenspets och finsk spets, men de olika lajkorna används också som trädskällare. 
Skällande fågelhundar används för jakt på skogshöns.